# 反對蓄婢會
反對蓄婢會（英語：Anti-Mui Tsai Society）為香港曾經的一個非營利組織，成立於1922年3月26日，其主旨為致力於廢除香港的蓄婢制。香港開埠初期，英國殖民地政府一直以尊重香港居民習慣為由，讓華人蓄養丫鬟（粵語俗稱「妹仔」）的習慣得以延續。要直至19世紀末期才受社會關注此習慣的道德問題。而面對這一源遠流長的蓄婢問題時，社會出現贊同及反對蓄婢兩方面的聲音。所以基於人道主義立場而反對蓄婢者便成立此會。雖然此一問題並不能一時之間可以解決，但「反對蓄婢會」的角色的確有助廢婢運動的推行更大大推動了婢女的社會流。

## 背景
香港於1841年開埠前已存在著蓄婢的文化，英國政府為了尊重香港居民中國傳統文化習慣，避免華人敵視，以達到穩定在香港的統治，使蓄婢這個被視為的習慣得以保存下來。直至19世紀後期，法官司馬理於1879年發表的言論終於引起社會對蓄婢問題的關注。雖然蓄婢問題開始引起社會的討論，但香港政府不願意採取積極的態度去回應蓄婢問題，即使港督軒尼詩願意作出努力去關注婢女問題，卻得不到立法局的支持。
直至1920年，當時英國下議院就1917年的一件綁架訴訟案進行討論，繼而逐漸開始廣泛討論香港的蓄婢問題。不過香港政府對蓄婢問題仍是相當避諱，而隨後1921年7月於太平戲院召開的會議使蓄婢問題出現支持與反對者的意見與聲音，於是1921年9月由反對蓄婢人士成立的「反對蓄婢會」便開始與政府及支持蓄婢者角力，積極爭取廢除蓄婢，給予「妹仔」應有的社會地位與權利。反對蓄婢會努力向社會宣導反蓄婢，又與保護妹仔協會合作成立委員會協助香港政府頒布法例解決蓄婢問題，使蓄婢問題在1921-1930年代不斷受到社會所關注，並向著完全根除蓄婢問題邁進。

## 成立
1920年代起，社會上對蓄婢出現了各種的疑問並刊登於報章上，以《孖剌西報》為例，為了回應社會對蓄婢問題的關注因而1921年於太平戲院舉行由鄉紳商人主持的研究婢女問題之大會。當日的會議上出現兩批的聲音，一為傳統鄉紳、商人為主，以中國生計問題為言，主張保持蓄婢制，如大會主席劉鑄伯、葉蘭泉等人；一為受西方教育的知識份子、宗教團體等，以維持人道主義為言，主張廢除蓄婢制，如楊少泉、王愛棠牧師等人。當日會上提出廢除妹仔制度的決議，並獲得符議，但大會主席卻裁定決議無效，因為會議是為研究建立保護婢女協會的可行性而召開的。

## 作用

### 制衡保護妹仔協會
1921年於太平戲院召開的會議並非主張廢除蓄婢制，何福在發表言論時更指出希氏活夫人作為這一制度的主要批評者，並沒有就事論事。他建議華人自己組織一個協會，以解決由這一制度可能引起的問題，他說：「我們中國人自己為什麼不可組織一個協會來解決這些問題……取得適當的權力對虐待婢女的案件進行起訴？」而是次會議的結果便是成立起由葉蘭泉、湯壽山、劉鑄伯等士紳為首的「保護妹仔協會」，此協會非以廢除蓄婢為意旨，名義上以勸人勿虐婢女，實是聚集一群主張保留婢制的成員去阻礙反對蓄婢制運動的推行。他們主張保留蓄婢的論點為協助貧困家庭的生活，是一善舉。當時的確有不少家庭會因生計問題而將女兒賣掉。由此可見，保護妹仔協會成員認為蓄婢是為貧困家庭解決生活困苦，並無不妥，加上女子在家亦可能會受到父母的打罵，打罵只是教導的一種方式，並非嚴重之行。只要防止蓄婢受到虐待便可解決問題，無須全面廢除蓄婢；反而若禁止蓄婢則會帶來更大的社會問題。而黃廣田亦警告英國政府，在涉及到已成為不成文法律的中國古老習俗時，必須非常謹慎。 基於保護妹仔協會的立場與反對蓄婢會大相逕庭，反對蓄婢會在爭取廢除蓄婢制時便需要抗衡保護妹仔協會的力量，避免蓄婢制故態復萌。
在1922年13月殖民地部開始向香港發出草擬廢除蓄婢制度的指示，促使華民政務司敦促反對蓄婢會與保護妹仔協會進行合作及磋商。雖然香港政府不欲過份參與廢除蓄婢制，但面對逐漸強大的反對聲音，政府唯有拉攏兩會的合作，由華人提供方案去解決華人的社會問題。可見，保護妹仔協會所提倡的保留蓄婢未如反對蓄婢會所爭取的廢除蓄婢般得到社會的重視，在共同成立委員會時已意味著保護妹仔協會需要承認廢除蓄婢的迫切性，與反對蓄婢會共同協助政府草擬議案去實行禁止蓄婢。
社會上對蓄婢一事的迴響不盡相同，雖然社會上出現了一股人道思想去阻礙蓄婢陋習繼續發展，然而仍有一撮人士視蓄婢為正當行為且有助社會解決困苦問題的方法，對於政府的干預及反對蓄婢人士的廢除蓄婢運動而感到不滿。即使反對蓄婢會的成立有助宣傳廢除蓄婢，制衡著保護妹仔協會提倡的保留蓄婢意見，要確實有效地於香港廢除蓄婢卻需要多達10年之長的時間，因此 反對蓄婢會唯有不斷履行宗旨，為爭取廢除蓄婢制而奮鬥。

### 敦促政府執法
在反對蓄婢一事上，英國政府一直的立場都並非積極，當蓄婢問題被廣泛提出時，殖民地部長里奥·艾默里只提出由華人紳士去改善及保護婢女的社會狀況，他否定婢女為奴隸的說法，香港存在蓄婢並不等於存在奴隸。可見對於以早在1833年便立法廢奴而自居的英國政府而言，蓄婢是一個敏感問題，更希望華人能夠自行解決蓄婢問題而無須政府作出干預。然而，政府的不情願亦阻撓不了反對蓄婢會的力量，反對蓄婢會成員經常於報刊刊登評論指摘支持蓄婢者的不善，又道出蓄婢之禍害，令社會上愈來愈多人支持並加入反對蓄婢會，例如街坊敘會、工團大會亦贊成禁婢新例，政府只好於1923年2月15日通過《家庭女役則例》（或稱取締蓄婢新例）。由此可見，在反對蓄婢運動的初期，反對蓄婢會的成立、反對蓄婢聲音日漸強大，利用各方的輿論壓力使政府不能逃避蓄婢問題。即使政府有再多的不情願，反對蓄婢會的訴求已直達英國下議院，香港政府在面對下議院施壓的同時，在港又面對社會的輿論壓力，只好加快落實條例禁止蓄婢。
不過則例通過後，政府卻沒有積極執行條例，因此反對蓄婢會仍然需要不斷的奮鬥去敦促政府確實履行條例。由蓄婢數目可發現蓄婢問題並沒有因政府所頒布的條例而得到改善。蓄婢的數目不減反增令人懷疑政府對於執行條例的積極性，反對蓄婢會一直關注的蓄婢問題在六年間竟未受到任何的遏止令反對蓄婢會需要再一次敦促政府去正視蓄婢問題的急切性，認真去履行則例內之第三章，即將妹仔註冊，及議定其工值是也。反對蓄婢會發揮其作用，向政府呈請婢女註冊之理由，務求促使政府修改婢女條例以再進一步去禁止蓄婢活動。而在反對蓄婢會的努力不懈下，「政府公報將修正1923年蓄婢則例之草案刊登，俾其於執行上便利……」反對蓄婢會敦促政府落實現有婢女註冊之目的是要杜絕婢女從內地流入或再有婢女數目之增加，而訂明婢女的工作時間、薪金等是使婢女們得到條例的保障，獲得應有的基本權益與自己，提高婢女的社會地位。反對蓄婢會不遺餘力地為反對香港的蓄婢陋習而進行宣傳、制衝保留妹仔協會等工作，而政府的吊兒郎當增加反對蓄婢會的工作，不斷敦促政府落實及執行條例去配合反對蓄婢會的反蓄婢工作，為打擊蓄婢活動而奮鬥了十年之久。

### 妹仔地位上升
「反對蓄婢會」成立的目的是致力廢除蓄婢制，還予婢女應有的自由及權益。由1922年成立起，便一直周旋於政府與社會之間，一方面要求政府落實條例保障婢女及逐步廢除蓄婢制，另一方面在社會當中亦通過演講去啟迪民心去支持放婢行動。雖然及至1933年為止，香港仍有不少虐婢之個案，但都得以明朗化，相比以往無人過問虐婢之情況下，「反對蓄婢會」之努力令虐婢者受到應有之懲罰外，被虐之婢女亦會得到庇護。「反對蓄婢會」成立前婢女受虐的情況應該屢見不鮮，然而並沒有人為這一群寄人籬下工作的婢女提出訴訟。當時的社會並不重視這群人，亦因無人揭發主人虐待婢女令社會上對她們的遭遇無動於衷。當希士活夫婦對香港蓄婢之事大為震驚，而1922年成立起「反對蓄婢會」後，婢女的社會狀況作出受到重視及關注。無論成效是否顯著，該會對反蓄婢之事的確不遺餘力。一宗宗婢案的揭發亦顯示出婢女社會地位的改變。蓄婢者不能夠再欺壓婢女，婢女的人生安全開始受到保護。在虐婢案中的妹仔雖然受到了折磨，但慶幸的是她們能夠有機會擺脫主人對其之約束及無理之對待，政府安排保良局安置受虐之婢女。對她們而言，這是一個進步，社會終於有她們的容身之所。
過往社會可能只視婢女為一項工具，主人擁有自己的「工具」時便可盡情利用，而婢女只作為工具亦不可提出任何的要求。在規定婢女領取應有薪酬的情況下，社會對「婢女」這群人的認受性亦有所提高，社會視婢女為一種職業去看待，婢女並非一件可轉讓的物品，而是透過勞動力去換取薪金的一個勞工階層。過往畸形的主僕關係變成一種社會上的普遍的僱主與僱員的工作模式，「該婢經已註冊，現年廿歲，月薪一元五角等語，華司已判該婢應得自由，婢之父母，已付來書稱謝。」婢女的社會地位逐漸趨向普羅勞工大眾的一群，而非極端的處於社會的最下層，無任何自由或權益可言。
婢女經過「反對蓄婢會」為其向政府爭取要求後，得到自由是改變婢女生活及社會地位的重要一環。自由在昔日的社會對她們而言是一種奢望，她們並無自由控制自己的命運，將來掌握在其主人之手中。對婢女而言，當其離開主人後，她們得到自由去選擇工作，決定自己將來的社會角色。婢女能夠由以往只可一直為為奴為婢的社會環境中走出來，無論她們往後選擇的工作能為她們賺取充足的金錢與否，她們已經得到一個自主的靈活性去選擇工作。
對婢女而言，「反對蓄婢會」一直為她們爭取的權益，要求香港廢除蓄婢制是有助婢女在社會角色及地位上出現轉變，而且這一個流動對婢女而言是其有一定的好處。因此「反對蓄婢會」關注蓄婢問題是協助婢女進行社會的流動。

## 流行文化
- 香港電視劇《名媛望族》